# 米基·科恩
迈尔·哈里斯·“米基”·柯恩（英語： Meyer Harris "Mickey" Cohen；1913年9月4日—1976年7月29日）是洛杉磯黑幫猶太黑手黨首腦，活躍於1930年代至60年代。

## 生平
米基·柯恩出生於1913年9月4日，是居住在布魯克林正統的猶太人家庭。他的母親范妮，來自基輔，是烏克蘭移民。在6歲的時，米基開始兜售報紙。之後全家移居到洛杉磯。
1929年，米基·柯恩搬到克利夫蘭接受職業拳擊手訓練。他的第一場職業拳擊比賽是在1930年4月8日。之後米基·柯恩來到芝加哥，替芝加哥犯罪集團賭博。

## 外部
- Benny's Shadow: All about Mickey Cohen by Mark Gribben
- Recollections of Mickey Cohen on the Los Angeles Times' Daily Mirror blog （页面存档备份，存于）
- Biography of Mickey Cohen （页面存档备份，存于） - Biography.com